# 安パラジウム鉱
安パラジウム鉱(Stibiopalladinite)は、パラジウムとアンチモンを含む鉱物である。化学式は、Pd5Sb2である。銀白色から鉄灰色の不透明な鉱物で、六方晶系に結晶化する。
南アフリカ共和国のブッシュフェルト複合岩体で発見されたものが1929年に初めて記載された。

## 関連文献
- Emsley, John. Nature's Building Blocks. Oxford, 2001. ISBN 0-19-850341-5